# Grumman F4F Wildcat
Grumman F4F Wildcat (Divja mačka) je bil ameriški palubni lovec druge svetovne vojne.
To letalo je bilo še kar uspešno v boju z japonskimi letali. Ni bilo hitro, a je pomanjkljivost delno nadoknadilo z večjo okretnostjo. Wildcat je bil oborožen s štirimi strojnicami .50" (12,7 mm) in je bil najbolj učinkovit v načinu "streljaj in zbeži" ("boom-and-zoom"). 
Kot vsa Grummanova letala je bil zelo robusten, enostaven za gradnjo in vzdrževanje. Imel je tudi zgibna krila, s katerimi so v podpalubnih hangarjih prihranili izredno veliko prostora oz. so lahko povečali število letal. Za primerjavo: dva Wildcata z iztegnjenimi krili sta v širino zavzemala toliko prostora kot pet (5) F4F z zloženimi krili. Ta zgibna krila (Sto-Wing) so bila Grummanov patent in jih je potem imel tudi še Wildcatov naslednik Hellcat. Krila so se zložila vzporedno ob trup letala, tako kot zložijo svoja krila ptice.
Po uvedbi Hellcata sredi leta 1943, so Wildcate umaknili z velikih letalonosilk, Grumman jih je nehal izdelovati. Proizvodnjo so nato nadaljevali v tovarnah General Motorsa vse do konca vojne. F4F Wildcati so postali glavni palubni lovci manjših spremljevalnih letalonoslik (Escort Carrier). Te so bile s krajšo pristajalno palubo edino primerne za Wildcate.
Leta 1943 ga je zamenjal precej boljši F6F Hellcat.
S F4F Wildcatom je letel tudi največji letalski as Marinskega zbora Joseph J. "Joe" Foss. Dosegel je 26 zmag. S tem je izenačil rekord Eddieja Rickenbackerja iz 1. SV, in prejel Kongresno medaljo časti (MoH).